# Ашу, Симон Ашиди
Симон Ашиди Ашу (фр. Simon Achidi Achu; 5 ноября 1934, Баменда — 4 мая 2021, США) — государственный и политический деятель Камеруна. С 1992 по 1996 год занимал должность премьер-министра страны. Ранее был министром юстиции с 1972 по 1975 год. Один из ведущих членов Камерунского народно-демократического движения (КНДД), Ашиди Ашу был назначен председателем Национальной инвестиционной корпорации в 2003 году, а затем президент Камеруна Поль Бийя ввёл его в состав сената Камеруна в 2013 году.

## Биография
Родился в Баменде и вырос в Санте, расположенном в Северо-Западном регионе Камеруна. Окончил начальную школу в Санте, а затем продолжил обучение в Камерунском протестантском колледже, где получил среднее профессиональное образование. Позже поступил в Университет Яунде, где участвовал в создании студенческой ассоциации, которая существует до сих пор. Стал первым президентом студенческой ассоциации Университета Яунде. Затем продолжил учебу в Марселе, Франция.
С октября 1965 по октябрь 1966 года работал судьей. В конце октября 1971 года был назначен делегатом-министром в Государственной федеральной инспекции. 3 июля 1972 года был назначен министром юстиции президентом Камеруна Ахмаду Ахиджо, оставаясь на этой должности до 1975 года. Затем вернулся в Санту, где работал на своём ранчо фермером.
Несколько лет не занимался политической деятельностью, а затем был избран депутатом Национального собрания. 9 апреля 1992 года президент Камеруна Поль Бийя назначил его премьер-министром, после парламентских выборов в марте 1992 года. Симон Ашиди Ашу стал первым англоязычным премьер-министром Камеруна.
10 октября 1992 года, за день до президентских выборов 1992 года, Ашиди Ашу выступал по радио и телевидению Камеруна и обращался к людям на французском, своём втором языке. В этом обращении он обвинил оппозицию, возглавляемую кандидатом от Социал-демократического фронта (СДФ) Джоном Фру Нди, в «дьявольском плане» по преследованию и казни ведущих деятелей государства, правительства и вооружённых сил, если они победят на выборах, и призвал людей отвергнуть оппозицию, чтобы предотвратить возможное насилие и нестабильность.
После победы президента Камеруна Пола Бийи на выборах 1992 года, Ашиди Ашу оставался премьер-министром до 19 сентября 1996 года, когда его сменил Петер Мафани Мюсонг. 3 марта 2003 года был назначен председателем совета директоров Национальной инвестиционной корпорации.
Является членом Центрального комитета правящей партии КНДД. Также был членом Национальной комиссии по координации избирательной кампании Поля Бийи на президентских выборах 2004 года и был председателем комитета поддержки кампании в Северо-Западном регионе. Также возглавлял дисциплинарную комиссию КНДД. Во время кампании по парламентским и муниципальным выборам в июле 2007 года был членом Центрального комитета кампании КНДД, а также председателем провинциального комитета кампании КНДД в Северо-Западном регионеи.
В 2009 году стал одним из трёх членов недавно созданного Совета мудрых Северо-Западного отделения КНДД, который должен был сформулировать стратегию и тактику, которые позволили партии добиться господства в Северо-Западном регионе, где оппозиционный  Социал-демократический фронт традиционно доминировал.
На выборах в cенат Камеруна в апреле 2013 года был избран как главный кандидат в списке КНДД от Северо-Западного региона. 12 июня 2013 года было избрано Бюро сената, а Ашиди Ашу получил должность вице-председателя сената.
Умер 4 мая 2021 года в США в возрасте 86 лет, после того, как выздоровил от болезни.

## Примечание
1. ↑  Décès de l’ancien premier ministre camerounais Simon Achidi Achu. Дата обращения: 4 мая 2021. Архивировано 13 мая 2021 года.
2. 1 2  Les Elites camerounaises: who’s who in United Republic of Cameroon (1976), Bulletin de l’Afrique noire, page 6.
3. 1 2  Africa Year Book and Who’s Who Архивная копия от 27 июня 2014 на Wayback Machine (1977), Africa Journal Ltd., page 1,033.
4. 1 2 3  Christophe Dongmo, «CL-Experts : Achidu Achu and the „Opposition Devil Plan“ during the 1992 Presidential Elections» Архивная копия от 14 февраля 2012 на Wayback Machine, Camerounlink.com, June 10, 2008.
5. ↑  Africa Research Bulletin Архивная копия от 10 мая 2021 на Wayback Machine (1971), page 2,281.
6. 1 2  Cameroonian government page on Achu Архивировано 27 сентября 2007 года.  (фр.).
7. ↑  Piet Konings, «The Post-Colonial State and Economic and Political Reforms in Cameroon», Liberalization in the Developing World (1996), ed. Alex E. Fernández Jilberto and André Mommen, Routledge, page 260.
8. ↑  «Achidi Achu fait le tour du propriétaire», Cameroon-info.net, 19 March 2003  (фр.).
9. ↑  List of members of the RDPC Central Committee. Дата обращения: 30 июня 2007. Архивировано из оригинала 30 июня 2007 года., RDPC website
10. ↑  «President Paul Biya selects campaign team» Архивировано 10 июня 2007 года., 2004 presidential election website.
11. ↑  Essama Essomba, «Retrouvailles: Achidi Achu chez Paul Biya» Архивировано 29 декабря 2007 года., Cameroon Tribune (Cameroon-info.net, December 26, 2007
12. ↑  «Elections Législatives et Municipales du 22 Juillet 2007» (недоступная ссылка), CPDM website
13. ↑  A. Nkemngu and R. Nde Lajong, «Simon Achidi Achu: Promises Bad Days Ahead For Opposition» (недоступная ссылка), icicemac.com, May 12, 2009.
14. ↑  «Dossier. Les visages des premiers sénateurs élus au Cameroun (Suite et fin)» Архивная копия от 13 октября 2016 на Wayback Machine, Le Messager, 2 May 2013  (фр.).
15. ↑  «Le bureau élu du Sénat» Архивная копия от 30 апреля 2021 на Wayback Machine, Cameroon Tribune, 13 June 2013
16. ↑  Décès de l'ancien premier ministre camerounais Simon Achidi Achu Архивная копия от 13 мая 2021 на Wayback Machine  (фр.)